# Ralf Meutgens
Ralf Meutgens (* 4. September 1959 in Düsseldorf) ist ein deutscher Journalist und Autor. Sein Spezialgebiet ist das Thema Doping und Radsport. Meutgens arbeitet seit den 1990er Jahren als Freier Journalist für den Spiegel, die FAZ, die Süddeutsche Zeitung, die taz und für den Deutschlandfunk. Aufgrund seiner Detailkenntnis gilt er als einer der renommiertesten deutschen Journalisten zum Thema Doping. „Ein Besessener, der seit Jahren akribisch wie kein Zweiter die Dopingmafia verfolgt hat“, urteilt die Frankfurter Allgemeine Sonntagszeitung.

## Ausbildung und Beruf
Meutgens ist dem Radsport seit langem verbunden. Bis Mitte der 1980er Jahre war er Amateurfahrer. Der Inhaber der Trainer-A-Lizenz war zudem Honorartrainer im Radsportverband Nordrhein-Westfalen und Referent in der Trainerausbildung des Bundes Deutscher Radfahrer. Er hat Germanistik und Sportwissenschaft in Düsseldorf und Köln studiert.
Als Freier Journalist arbeitete er in den Bereichen Sport, Medizin und Gesundheit. Er arbeitet zeitweise in der Redaktion der Sendung „Monitor“ mit und ist als Journalist für Arte und Deutschlandfunk tätig. Er war Mitglied der Radsportredaktion von SAT.1.

## Position zum Doping
Meutgens gilt als scharfer Kritiker der Strukturen des Radsports. „Doping ist systemimmanent“, äußerte er gegenüber spiegel-online.de, „eine Reinigung würde den Austausch nahezu aller im professionellen Radsport agierenden Personen voraussetzen“.
Zum Zwecke einer effektiveren Strafverfolgung von Doping-Sündern spricht sich Meutgens für ein Anti-Doping-Gesetz aus, wie es etwa in Italien oder Frankreich besteht. Zudem bemängelt Meutgens eine fehlende kritische Distanz einiger Medienvertreter gegenüber den Aktiven. Insbesondere die Zusammenarbeit des Teams T-Mobile und der ARD rief seine Kritik hervor.

## Auszeichnungen
- Zweifacher Preisträger im Verband Deutscher Sportjournalisten (VDS)
- Erster Preis im Artikelwettbewerb unter allen Artikeln und Zeitungen des Jahres 1998 mit dem Artikel Schwarze Schatten, gelbes Trikot über die „Tour '98“ im Tagesspiegel Berlin, S. 3
- Oldenburger Feder 2004 Journalistenpreis der EWE AG
- Sparkassen-Preis für Sportjournalismus 2005
- Als Mitglied des Autorenteams der WDR-Sendung Sport Inside für den deutschen Fernsehpreis 2009 (Beste Sportsendung) und den Grimme-Preis 2017 nominiert

## Werke
- Doping im Radsport, Verlag Delius Klasing, 2007. ISBN 3768852458
- Sportpädagogik als humanistische Herausforderung – Festschrift zum 70. Geburtstag von Prof. Dr. Gerhard Treutlein, Shaker Verlag 2011, (Mit-Herausgeber) ISBN 978-3-8322-9798-5